# Can Vila de Pujarnol
Can Vila de Pujarnol és una masia de Porqueres (Pla de l'Estany) inclosa a l'Inventari del Patrimoni Arquitectònic de Catalunya.

## Descripció
Masia de grans dimensions amb planta rectangular i coberta a dues aigües situada al vessant de migdia de la muntanya de Sant Patllari, a la carretera de Rocalba. La construcció és feta de carreus de pedra irregulars, tret dels emmarcaments de les obertures i les cantonades, que són pedres ben escairades. Consta de quatre plantes: baixos, dos pisos, golfes, i te també alguns cossos adossats a l'estructura principal. L'edifici presenta una estructura de plantes creuada, és a dir, mentre la planta baixa és amb parets de càrrega paral·leles als marges de la muntanya, la resta de plantes presenta parets portants perpendiculars a la muntanya, permetent orientar la sala i les cambres de l'habitatge a migdia. La primera planta presenta voltes de rajola i la segona és amb cairats. A la planta baixa de la façana principal hi ha una porxada amb arcs de mig punt de pedra que a la part superior crea un balcó al primer pis. Es conserva una finestra gòtica a la façana posterior.

## Història
Masia construïda als segles XVI-XVII i reconstruïda després de la Guerra de la Independència.
En una llinda es llegeix: "dia 24 juny 1809 fou cremada per los francesos. Domingo Vila me redificá al 9bre 1820". En una altra llinda hi ha la data de "1817".
Durant les guerres carlines sembla que hi havia una Caserna General.